# 15570 von Wolff
15570 von Wolff este o planetă minoră (asteroid), cu un diametru de 8,194 km, din centura de asteroizi. A fost descoperită pe 5 aprilie 2000 la Experimental Test Site⁠(d) de Lincoln Near-Earth Asteroid Research. 
Obiectul prezintă o orbită caracterizată de o semiaxă mare de 2,4523218 UAi, o excentricitate de 0,128, o înclinație de 1,47 ° în raport cu ecliptica.